# ブラチスラヴァ - ジリナ線
ブラチスラヴァ - ジリナ鉄道線（スロバキア語: Železničná trať Bratislava – Zilina、公共時刻表用路線番号:120）は、ブラチスラヴァ県ブラチスラヴァ市ブラチスラヴァ1区旧市街区とスロバキア・ジリナ県ジリナ郡ジリナ市を結ぶ鉄道路線の通称である。
スロバキア国鉄（ŽSR）クラリョヴァニ - ジリナ - プーホウ線（Trať Kraľovany – Žilina – Púchov、TTP路線番号:106 A)のうちジリナ - プーホウ間、プーホウ - ブラチスラヴァ中央駅線（Trať Púchov – Bratislava hlavná stanica、TTP路線番号:125 A）の全区間、およびブダチーン短絡線（Budatínska spojka、TTP路線番号:106 E）に相当する。

## 概要

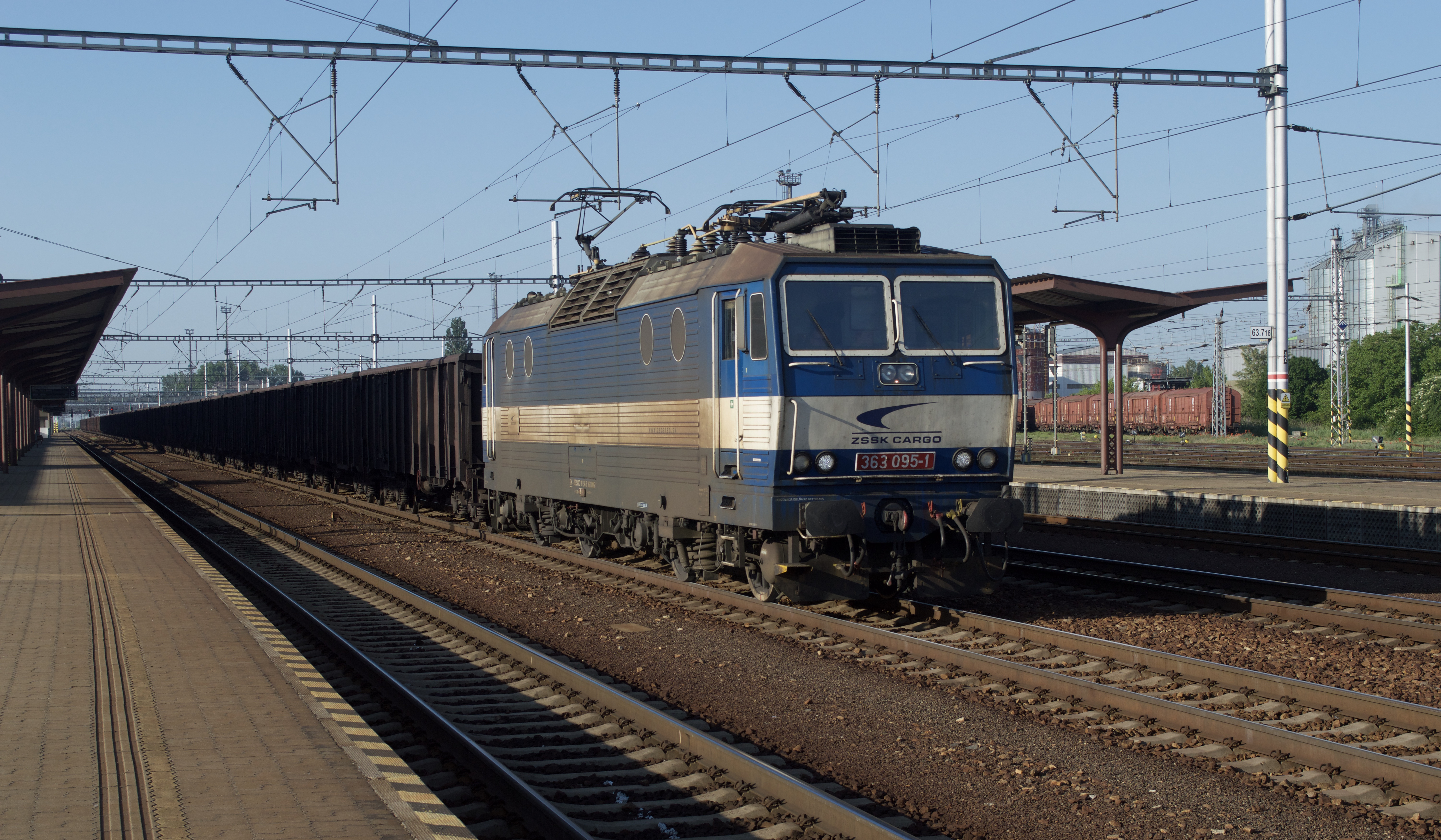
ブラチスラヴァからジリナ方面に向かうZSSKカーゴ運行の重貨物列車（レオポルドウ鉄道駅、2018年）

首都ブラチスラヴァとスロバキア北部の交通の要衝ジリナを結ぶ主要幹線で、ポヴァジエ鉄道（Považská železnica）とも呼ばれる。本鉄道線のうちブラチスラヴァ＝ヴィノフラディ - トルナヴァ間は、スロバキアで最初の鉄道となったブラチスラヴァ-セレジュ市街間馬車鉄道（Medzimestská konská železnica Bratislava – Sereď）として開業した区間で、このうち1840年10月4日開業区間であるブラチスラヴァ＝ヴィノフラディ - スヴェティーユル間はスロバキアで最も歴史の長い鉄道路線である。
第二次世界大戦前はジリナ - プーホウ - レオポルドウ間がハンガリー方面との主要幹線の役割を担い、またジリナ - プーホウ間はスロバキアおよびチェコを結ぶ東西貨物幹線の一部にもなり、ともに早くから複線化されていたが、ブラチスラヴァ方は長くスロバキア北部と西部を結ぶ地方亜幹線の扱いで、1980年代後半まで非電化の状態が続いた。1993年の連邦制解消後は、ブラチスラヴァとコシツェを結ぶスロバキア国内東西幹線の一部に位置づけが改められ、貨物のインターモーダル輸送の基幹路線となる国際輸送回廊第五回廊として四半世紀にわたる近代化施策が進められている。
本鉄道線の近代化の一環で、クラリョヴァニ - ジリナ - プーホウ線プリークリク自動信号所 - プレウニーク＝ドリエノヴェー信号場間およびプーホウ - ブラチスラヴァ中央駅線プーホウ鉄道駅 - スヴェティーユル信号所間では欧州列車制御システム（ETCS Level1）が導入され、同区間でのETCS Level1対応機器搭載車両の制動距離は1500mまで許容されている（ETCS非対応車およびETCS区間外は規定の1000m）。
遠隔制御区間（Diaľkovo ovládaná trať）および所管する遠隔制御区間中央制御所（Centrum riadenia dopravy DOT）の設置駅は以下の通りである。
- クラリョヴァニ - ジリナ - プーホウ線（106 A）
  - ドルニーフリチョウ - プーホウ間（プーホウ鉄道駅） - 2021年11月運用開始
- プーホウ - ブラチスラヴァ中央駅線（125 A）
  - プーホウ - トレンチアンスケボフスラヴィツェ間（プーホウ鉄道駅）
  - ノヴェーメストナッヴァーホム - ポトヴォリツェ信号場間（ノヴェーメストナッヴァーホム鉄道駅）
  - ホルナーストレダ信号場 - スヴェティーユル信号場間（トルナヴァ鉄道駅）
  - ブラチスラヴァ＝ラチャ - ヴィノフラディ分岐点間（ブラチスラヴァヴィーホト鉄道駅）

### クラリョヴァニ - ジリナ - プーホウ線
クラリョヴァニ - ジリナ - プーホウ線ジリナ - プーホウ間（106 A、区間長42.076km)は1937年開通のプーホウ - ルーキポドマキトウ - ホルニーリジェチュ線（106 F）とともに第二次世界大戦前からプラハとコシツェを結ぶチェコスロバキア東西貨物幹線の一部で、現在はEUの第九鉄道貨物回廊（プラハ - チエルナッチソウ）の一部にも指定されている。全区間がジリナ地域総局管内である。ジリナ組成駅から旧コシツェ - ボフミーン鉄道線であるジリナ - チャッツァ - モスティウヤブルンコヴァ線（106 D）と短絡するブダチーン短絡線（106 E、線区長0.585km）が分岐する。1960年に直流3000Vで電化された。2015年にプーホウ鉄道駅場内が直流3000Vから交流25000V/50Hzに転換し、ノスィツェ - プーホウ間に新たに交直流切替セクションが設けられた。

### プーホウ - ブラチスラヴァ中央駅線
プーホウ - ブラチスラヴァ中央駅線（125 A、線区長158.235km）は西部スロバキアにおける地域輸送路線の役割も担い、トレンチーン - ブラチスラヴァ間は国内鉄道路線でもっとも旅客輸送密度が高い。トレンチアンスケボフスラヴィツェ鉄道駅 - ノヴェーメストナッヴァーホム鉄道駅間に局界があり、以南がトルナヴァ地域総局、以北がジリナ地域総局管内である。1985年から1988年にかけて交流25000V/50Hz電化され、プーホウ - ドルネーコチュコウツェ間に交直流切替セクションが設けられていたが、2015年にプーホウ場内 - ドルネーコチュコウツェ間が交流に転換され全線が交流化されている。スロバキア国内唯一の原子力発電所、ボフニツェ原子力発電所（sk:Atómové elektrárne Bohunice）に至る原子力・廃炉企業体株式会社（JAVYS, Jadrová a vyraďovacia spoločnosť a.s.）の貨物専用線がピエシュチャニから分岐している。

## 路線近代化
国際輸送回廊の第五回廊支線（ブラチスラヴァ - コシツェ - ウージュホロド間）の一部として、ŽSRは国鉄路線網の最重要路線として位置づけており、2000年以降、路線の近代化工事を継続している。EUの投資も受けて主に曲線など高速化に適していない区間の新線建設による線形改良、運行管理および列車制御のETCS化、鉄道駅および鉄道停留場などの施設更新を行っており、総工費は約20億ユーロである。
このうちプーホウ - ブラチスラヴァ中央駅線トレンチーン鉄道駅周辺では、トレンチーン市街地のヴァーハ川を挟んだトレンチーン - トレンチ－ン＝ズラトウツェ間について配線を改める新線が2013年2月に着工し、新橋梁が建設された。新線建設にともなう民家移転や地下道建設、沿線道路の移設工事も合わせて行われた。またトレンチアンスケボフスラヴィツェ - ノヴェーメストナッヴァーホムではヴァーハ川沿いの丘陵を貫くトゥレツキーウルフトンネル（1775 m）が2010年に着工し、最高速度200km/h走行も可能な規格の新線が2013年7月13日に供用を開始した。
クラリョヴァニ - ジリナ - プーホウ線ジリナ - ポヴァジュスカーテプラー間では2014年、ジリナ組成駅構内の工事から着工した。4.1kmの新線を含む工区長22.702kmでは、軌道延べ50.613kmを再敷設したほか、新型分岐器44器を設置。また鉄道旅客用および一般向けの地下道や道路橋などを建設し、2018年2月に完工した。信号装置更新やETCSの導入も合わせ、列車最高速度が120km/hから160km/hに引き上げられた。 
路線近代化の最終工区となる同線ポヴァジュスカーテプラー - プーホウ間の新線建設工事が2022年5月に完了する予定で、のちジリナ - ジリナ組成駅間のブダチーン短絡線を含むジリナ - モスティウヤブルンコヴァ鉄道線との分岐部分の近代化工事が2024年まで行われる予定である。
工区ごとの着工および供用開始の時期は次の通りである。起終点の順は線路状況表（TTP）の規定による。
| 工区                                                                          | 工区                                                                                  | 区間長  | 着工       | 供用開始          |
| ----------------------------------------------------------------------------- | ------------------------------------------------------------------------------------- | ------- | ---------- | ----------------- |
| プーホウ - ブラチスラヴァ中央駅線 トルナヴァ – ブラチスラヴァ＝ラチャ間       |                                                                                       |         |            |                   |
|                                                                               | シェンクヴィツェ (場外) – ブラチスラヴァ＝ラチャ                                      | 13.4 km | 2002年3月  | 2006年9月         |
|                                                                               | ツィーフェル – シェンクヴィツェ およびトルナヴァ – ブラチスラヴァ＝ラチャ間の各駅場内 | 22.4 km | 2004年7月  | 2008年9月         |
|                                                                               | トルナヴァ (場外) – ツィーフェル                                                      | 5.8 km  | 2000年3月  | 2001年6月         |
| プーホウ - ブラチスラヴァ中央駅線 ノヴェーメストナッヴァーホム – トルナヴァ間 |                                                                                       |         |            |                   |
|                                                                               | ピエシュチャニ (場外) – トルナヴァ (場外)                                             | 33 km   | 2004年10月 | 2008年3月         |
|                                                                               | ノヴェーメストナッヴァーホム (場内) – ピエシュチャニ (場内)                           | 20 km   | 2006年3月  | 2009年3月         |
| プーホウ - ブラチスラヴァ中央駅線 プーホウ – ノヴェーメストナッヴァーホム間   |                                                                                       |         |            |                   |
|                                                                               | トレンリアンスケボフスラヴィツェ (場外) – ノヴェーメストナッヴァーホム (場外)         | 4.5 km  | 2009年9月  | 2013年5月         |
|                                                                               | トレンチーン＝ズラトウツェ (場外) – トレンリアンスケボフスラヴィツェ (場内)           | 12.9 km | 2009年9月  | 2013年5月         |
|                                                                               | トレンチアンスカテプラー (場外) – トレンチーン＝ズラトウツェ (場内)                   | 12.2 km | 2012年10月 | 2017年12月        |
|                                                                               | イラヴァ (場外) – トレンチアンスカテプラー (場内)                                     | 11.4 km | 2009年11月 | 2014年7月         |
|                                                                               | ベルシャ (場外) – イラヴァ (場内)                                                     | 12.2 km | 2009年11月 | 2014年7月         |
|                                                                               | プーホウ（場内） – ベルシャ (場内)                                                    | 9.7 km  | 2012年7月  | 2015年11月        |
| クラリョヴァニ - ジリナ - プーホウ線 ジリナ - プーホウ間                      |                                                                                       |         |            |                   |
|                                                                               | ポヴァジュスカーテプラー (場内) – プーホウ (場外)                                     | 15.8 km | 2016年9月  | 2022年5月（予定） |
|                                                                               | ジリナ (場外) – ポヴァジュスカーテプラー (場外)                                       | 22.7 km | 2014年1月  | 2018年2月         |

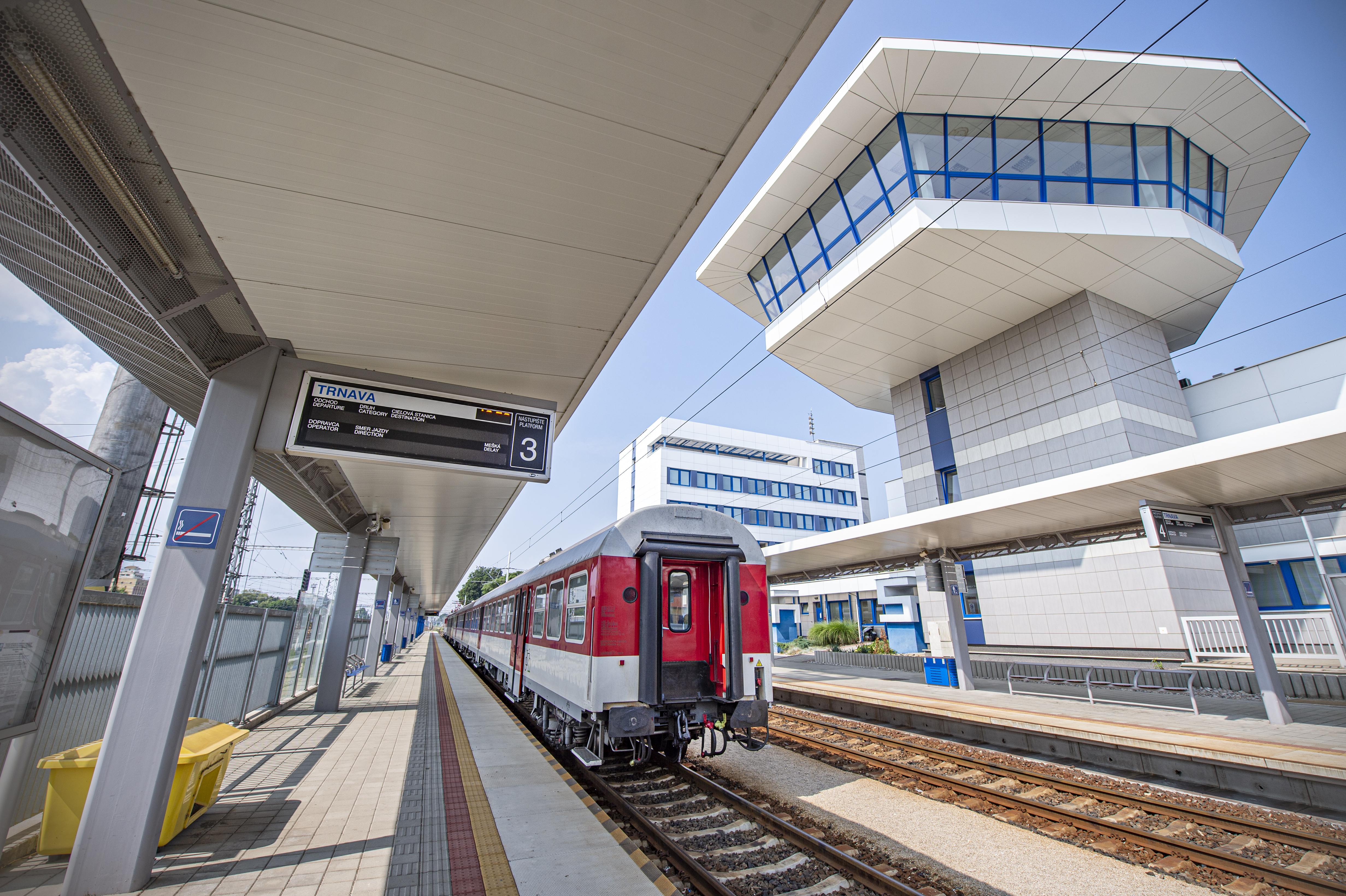
2012年から2014年にかけて改築工事が行われたトルナヴァ鉄道駅構内と駅輸送事務所制御タワー（2019年）
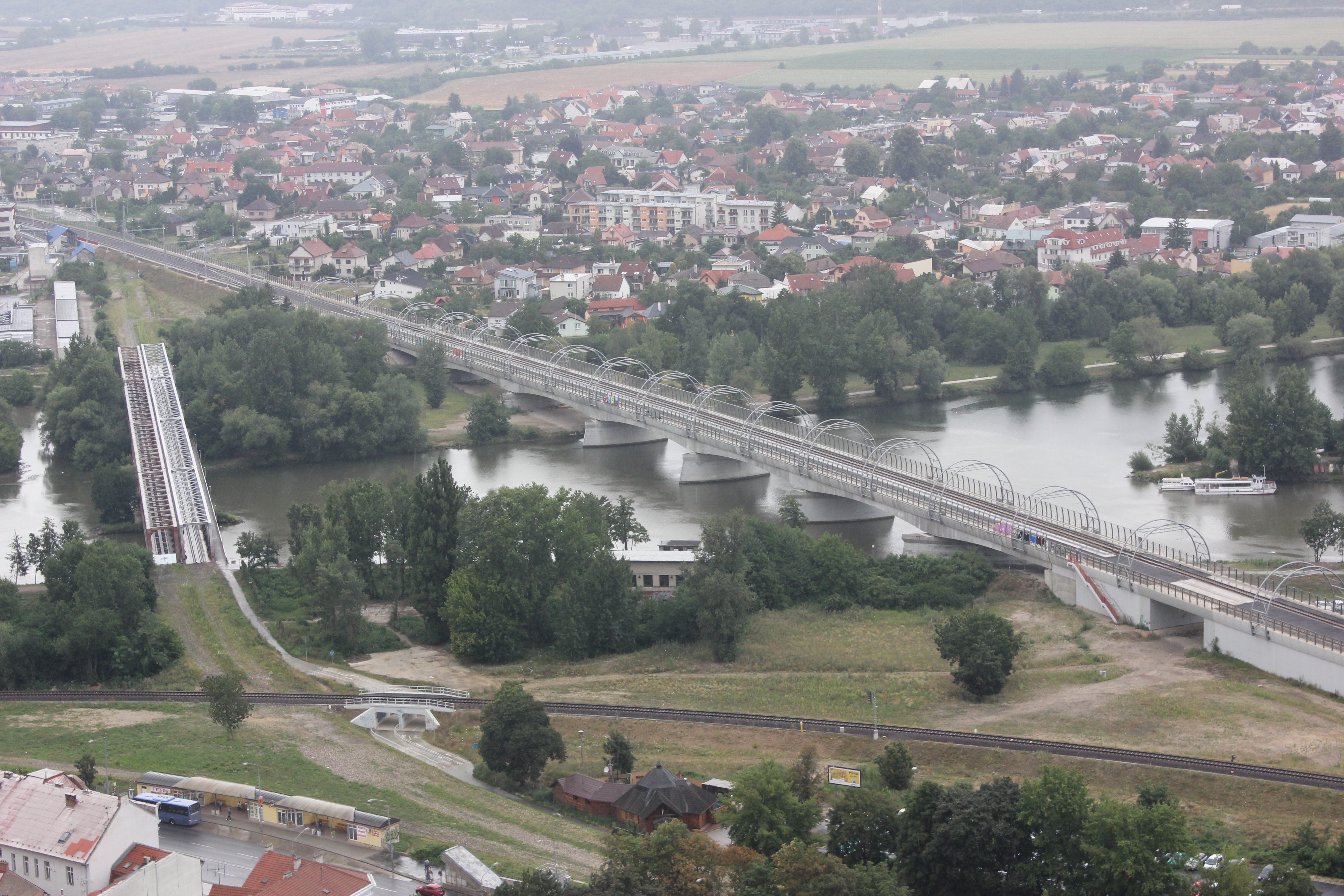
トレンチーン鉄道駅ブラチスラヴァ方の曲線解消のため新線化されたヴァーハ川橋梁。左上がトレンチ－ン＝ズラトウツェ鉄道駅構内である。左端は旧橋梁、手前はトレンチーン - ヒノラニ鉄道線（2018年）
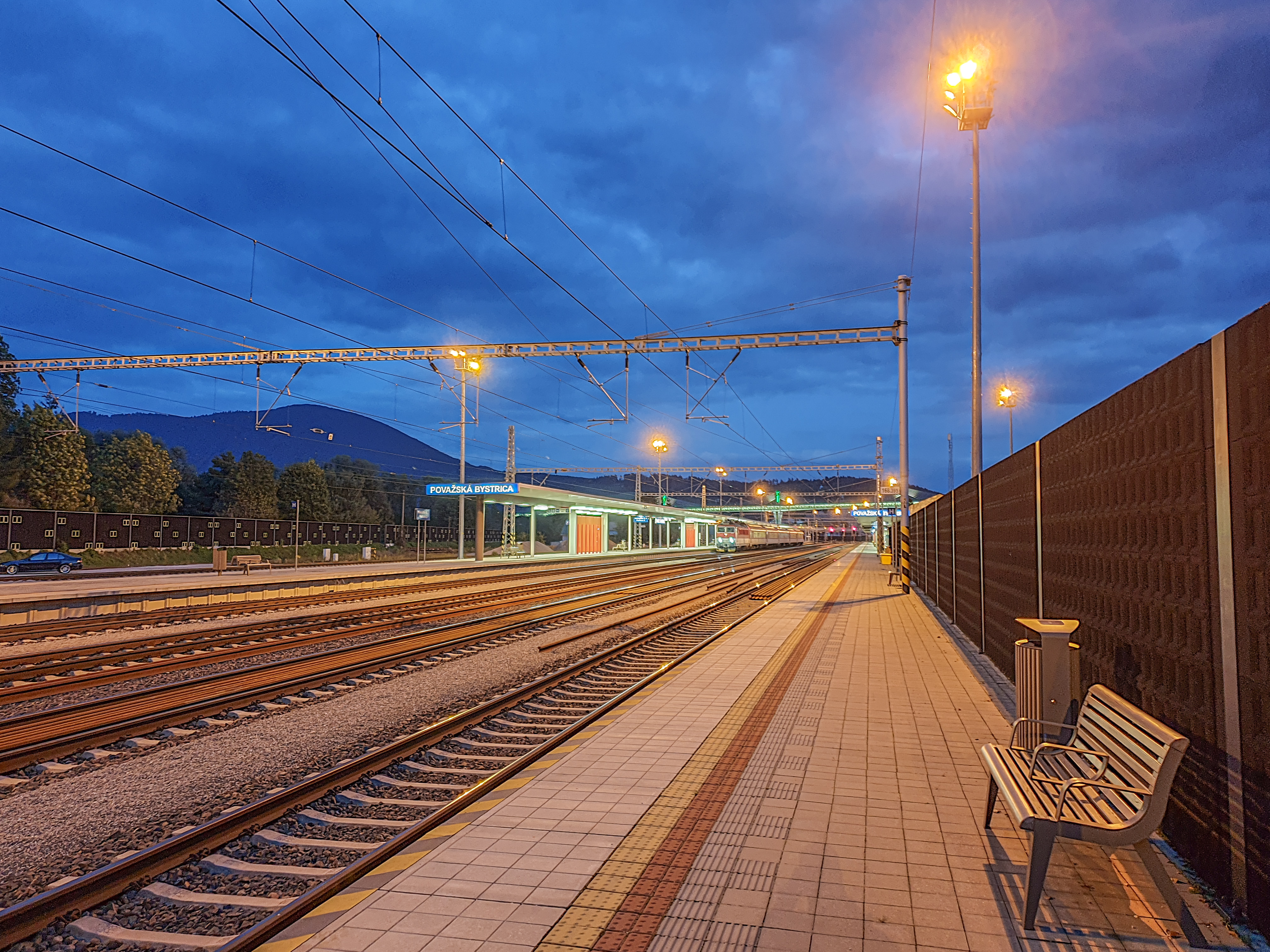
近代化されたポヴァジュスカービストリツァ鉄道駅構内（2021年）
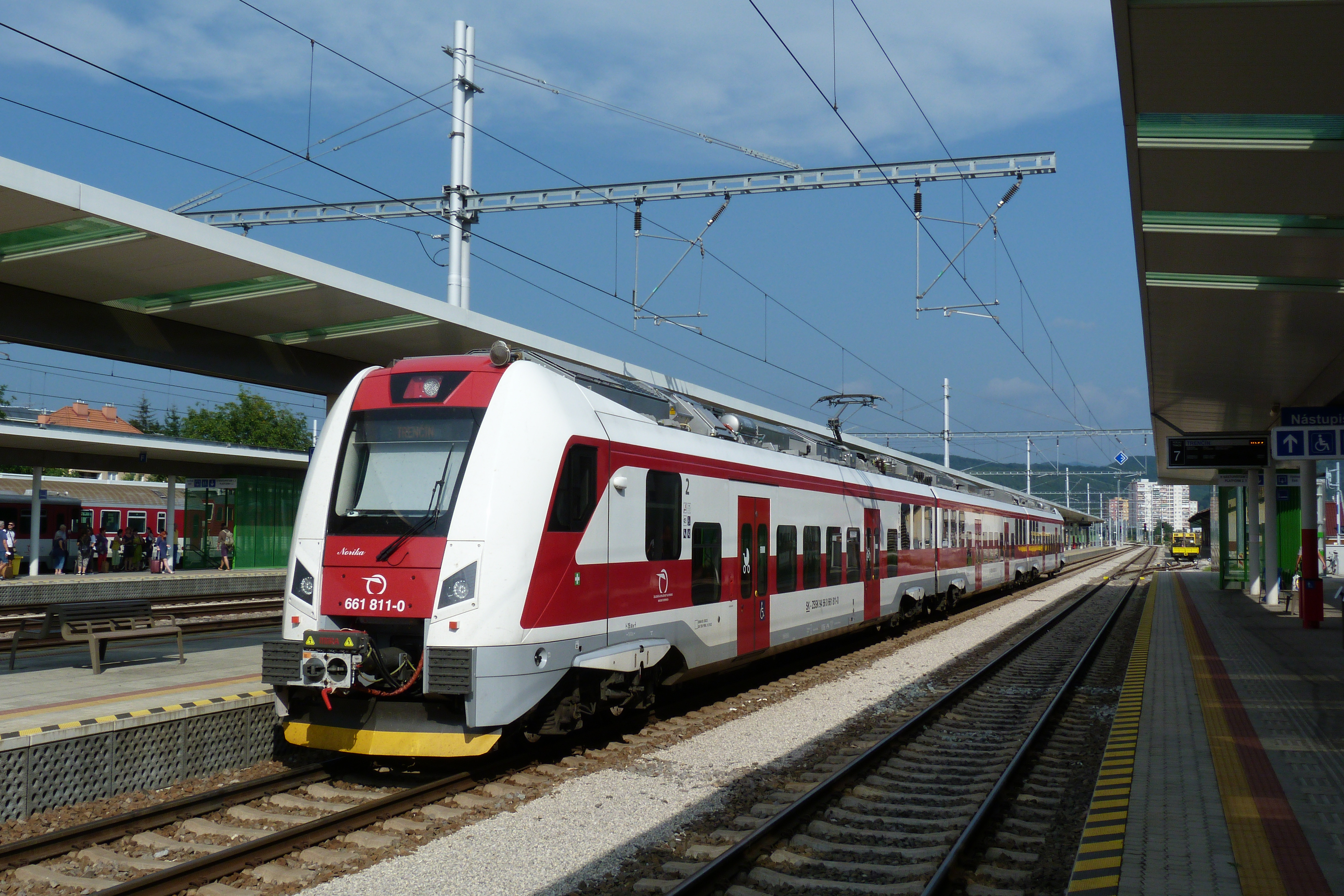
現在の当鉄道線区間におけるZSSK運行の地域輸送列車に使用されているZSSK661系交直流電車（トレンチーン鉄道駅、2021年）

### 電化方式の変更
1988年のプーホウ - ブラチスラヴァ中央駅線プーホウ - ブルノウツェ間交流電化に伴い、すでに1960年に直流電化されていたプーホウ鉄道駅では隣駅ドルネーコチュコウツェ停留場のプーホウ方（156.200km地点）に交直流切替セクションを設けていたが、第五回廊の交流統一化の一環で2015年8月1日、プーホウ場内 - ドルネーコチュコウツェ間の交流化が行われ、プーホウ鉄道駅ジリナ方のクラリョヴァニ - ジリナ - プーホウ線ノスィツェ停留場 - プーホウ鉄道駅間（158.614km地点）に新たな切替セクションが設けられた。
これに伴いプーホウ場内は直流から交流に変更されたため、プーホウを経由した従来の直流車によるジリナ方面とチェコ・ホルニーリジェチュ方面の直通運転は不可となり、ジリナ - チャッツァ - モウスティウヤブルンコヴァ線経由のみとなった。ŽSRは本区間の施設利用契約を締結している関係各列車運行事業者と2005年から交流転換について協議しており、転換までに同区間を利用する各事業者の交直流車整備は完了している。2022年にはジリナ - プーホウ間も交流化され、本鉄道線の全区間が交流となる予定である。

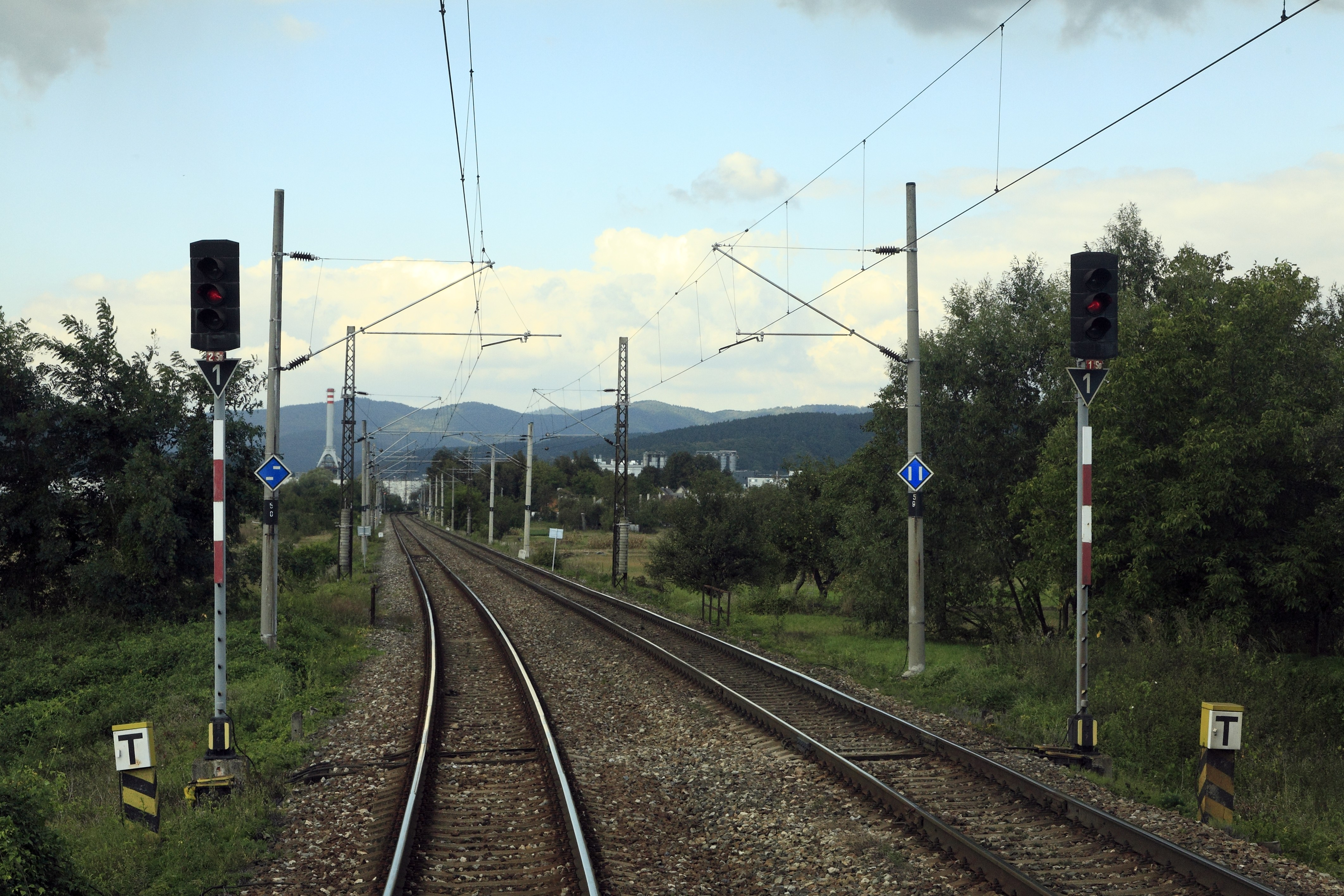
プーホウ - ドルネーコチュコウツェ間に設けられていた旧切替セクション（2012年）
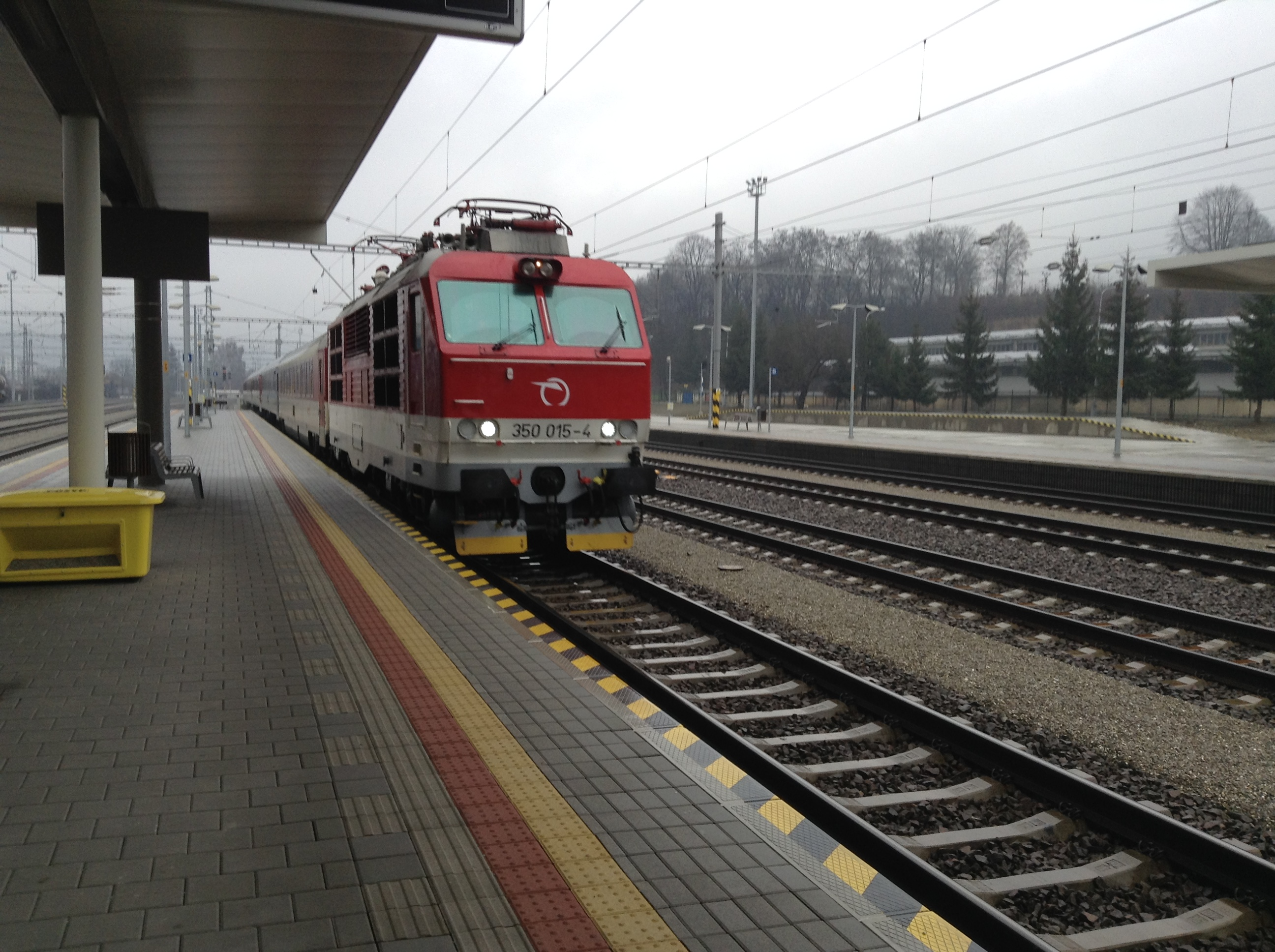
場内が直流3000Vから交流25000Vに転換されたプーホウ鉄道駅（2016年）

### ポヴァジュスカービストリツァ - プーホウ間線路付け替え
1888年に開業したクラリョヴァニ - ジリナ - プーホウ線ポヴァジュスカービストリツァ - プーホウ間は、1940年代末から1950年代にかけて工事が行われたヴァーハ渓谷のノスィツェダム（1957年完成）建設に伴う路線付け替えで、ノスィツェ貯水湖の湖岸を沿う形で迂回するルートとなっていたが、トンネルと橋梁で貯水湖を横断する最高速度160km/h走行可能な新線を建設することになり、2016年に建設4社の共同企業体により着工された。
新線はポヴァジュスカービストリツァで旧線から左に分かれてミロホウトンネル（1861 m）を抜けニムニツァ自動信号所前後で旧線に一旦合流したのち、延長653mのノスィツェ橋梁でノスィツェ貯水湖対岸にわたり、ジエルトンネル（1081.7m）を経て二級道路507号線・ヴァーハ川を横切ってダム下流の放水路であるノスィツェ水路沿いに下り、ノスィツェ新停留場からノスィツェ水路を横断しプーホウ鉄道駅手前で再び旧線に合流するもので、全区間でETCS Level1による閉塞方式を導入した。
旧線のうちダム下流のノスィツェ停留場は新線に移されたが、湖岸のミロホウ停留場は新線が対岸となる区間になることから廃止された。また工事は沿線の橋6か所の掛け替えと道路の高架化、歩行者用地下道4か所、暗渠11か所の建設を含み、既存の踏切4か所は廃止された。
本工事に付帯するポヴァジュスカーテプラー - ポヴァジュスカービストリツァ間の線形改良工事も含めた総工費は2020年末時点で単体の工事としてはŽSR発足史上最大となる3億7860万ユーロ（付加価値税除く）となり、当鉄道線近代化総工費の1割を占める大工事となった。
ŽSRは2020年9月17日、ニムニツァ自動信号所 - プーホウ間について、片側1線をノスィツェ橋梁およびジエルトンネル経由に切り替え、ミロホウ停留場を廃止した。2021年9月には同区間の旧線に残っていた1線も新線に切り替えた。路線跡は道路に転用される予定である。
一方、ニムニツァ自動信号所からジリナ方のミロホウトンネルは2020年9月8日に貫通し、2021年12月15日にポヴァジュスカービストリツァ - ニムニツァ自動信号所間について、片側1線をミロホウトンネル経由に切り替えた。同区間ではポヴァジュスカーテプラー - ポヴァジュスカービストリツァ間の線形改良に伴う諸工事が終了する2022年5月に残る1線も新線に切り替える予定である。

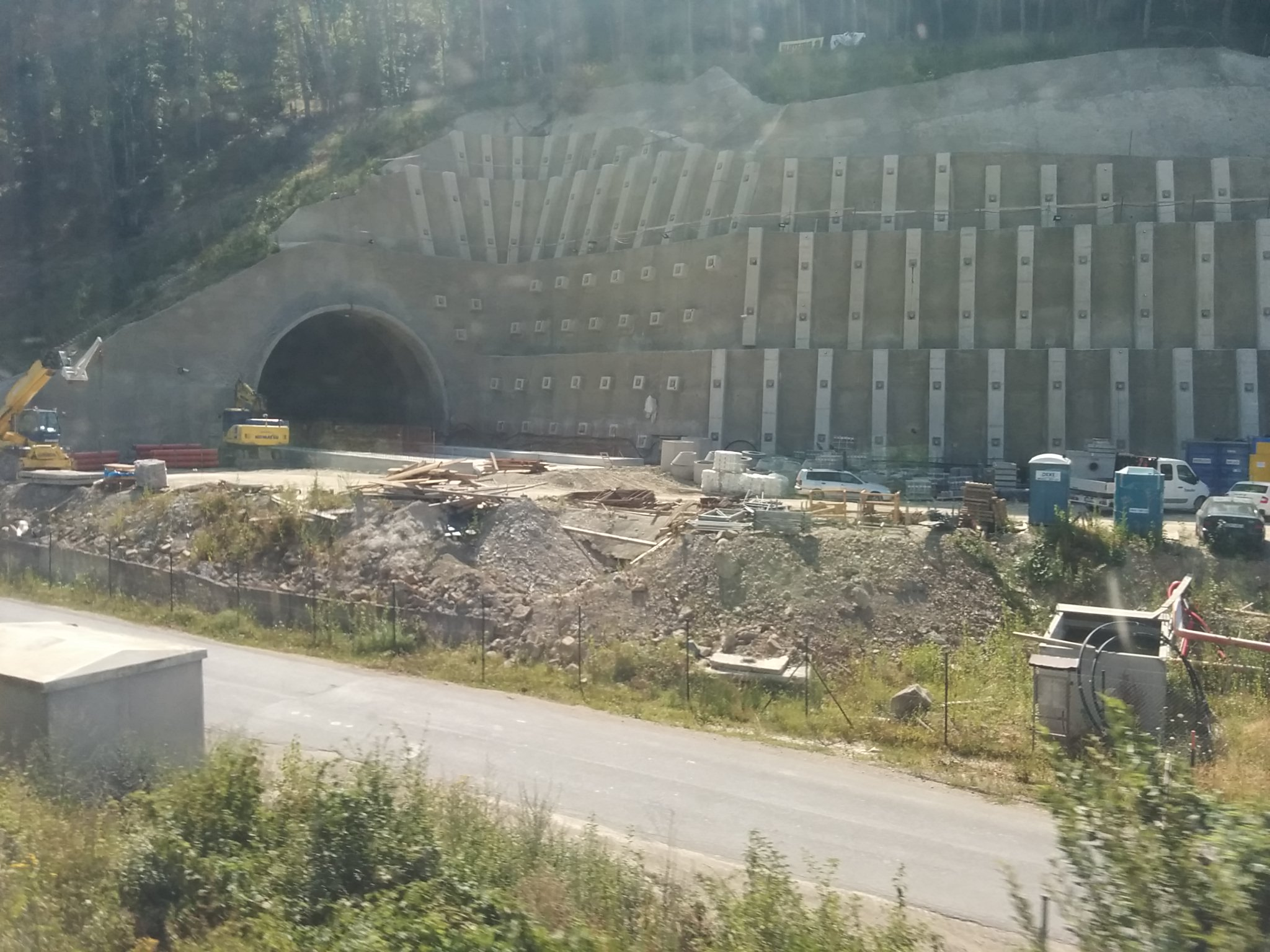
建設中のミロホウトンネル（プーホウ方坑口、2019年）
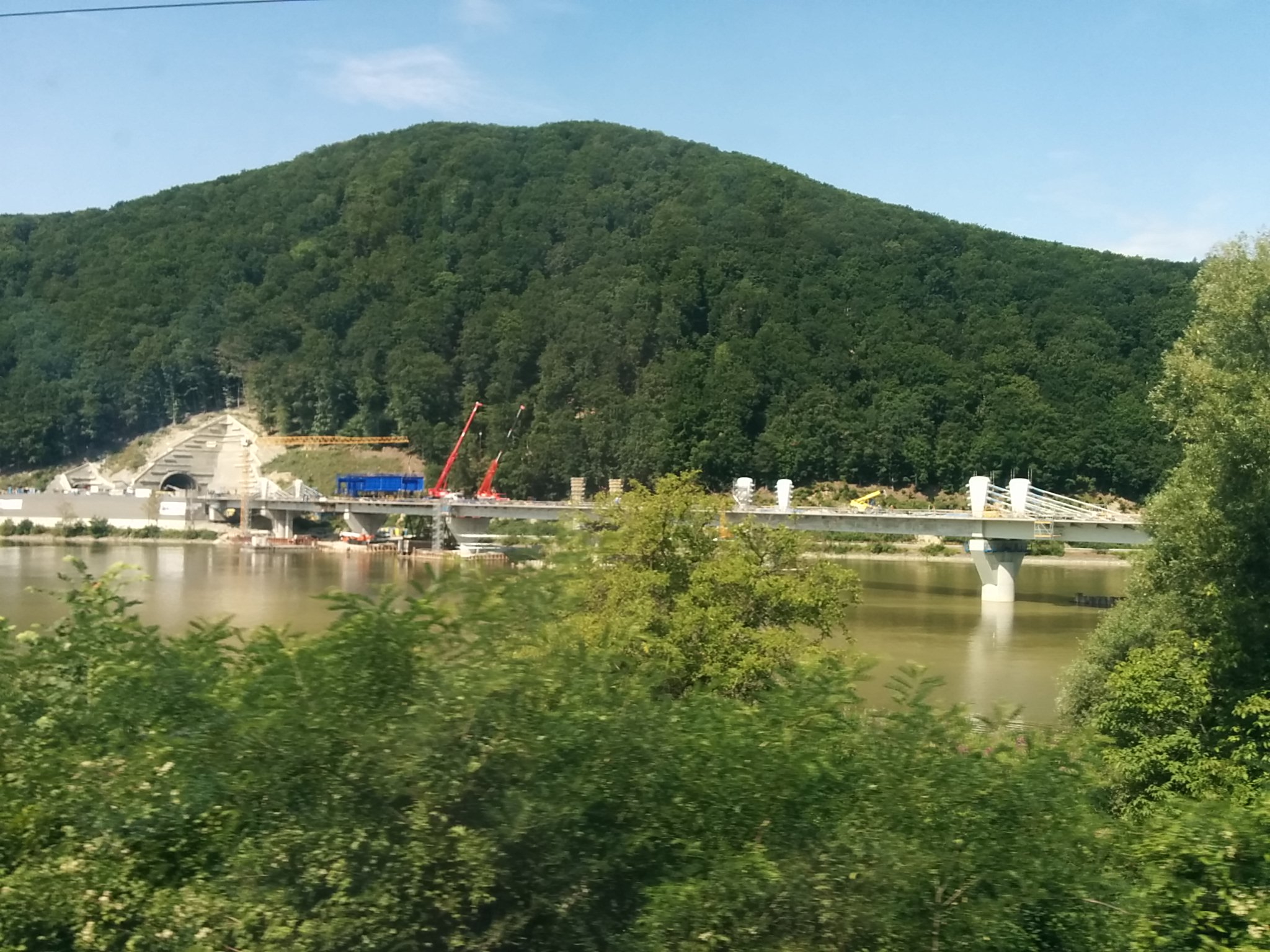
旧線から望むノスィツェ橋梁とジエルトンネル（ジリナ方坑口、2019年）

## 歴史

### スロバキア最古の鉄道路線
1840年9月27日、スロバキアで初の鉄道線としてブラチスラヴァ＝ツァルトン - スヴェティーユル間15.5kmに馬車鉄道「ブラチスラヴァ-セレジュ市街間馬車鉄道」（Medzimestská konská železnica Bratislava – Sereď）が開業した。馬車鉄道は1846年12月11日にトルナヴァ経由セレジュ（現セレジュ - トルナヴァ鉄道線）までの区間が延伸され、1860年代末には100頭あまりの馬で運行されていたが、自己資本による蒸気化が難しかったため1871年に売却され、新たに設立されたブラチスラヴァ - トルナヴァ鉄道企業体（Bratislavsko-trnavská železničná spoločnosť）によって1873年5月1日、蒸気鉄道化された。
同じころ、プラハ - ウィーン - ブダペストを結ぶフランス資本の私設鉄道・オーストリア国家鉄道（StEG）マルヒェック鉄道駅から、ブラチスラヴァを経てポーランド国境に至る鉄道敷設が企画され、民間資本によって「ハンガリー北西部鉄道」（Uhorská severozápadná železnica）が設立されたが資金不足から実現せず、ハンガリー王立鉄道（MÁV）によってセレジュからトルナヴァを経てポヴァジエ地方を経由しジリナにいたる鉄道線が建設された。
1876年6月2日にノヴェーメストナッヴァーホム、1878年5月1日にトレンチーンまでの区間が開業し、ヴァーハ渓谷を抜けてジリナに至る区間が1883年11月1日に開業した。当時のジリナ方の終着駅はノヴァジリナ鉄道駅（新ジリナ、現・ジリナ組成駅）で、1871年に開業していた半官半民のコシツェ - ボフミーン鉄道ジリナ駅とは離れていたが、のちに接続された。1911年から1912年にかけて、ジリナ近郊のフリチョウ - ジリナ間について複線化が行われた。

### チェコスロバキア時代
1918年10月のチェコスロバキア共和国成立に伴いチェコスロバキア鉄道省が運営するチェコスロバキア国鉄（ČSD）に移管された当線では、1920年代にブラチスラヴァ - ジリナ間とノヴァジリナ周辺のコシツェ - ボフミーン鉄道線との分岐線について、国が複線および軌道強化と鉄道駅などの施設整備を重点的に行う路線の一つに指定され、トルナヴァには鉄道工場（現・ŽOSトルナヴァ）が開設された。
チェコスロバキアの分割に伴う1938年11月のスロバキア自治宣言と1939年3月14日のスロバキア第一共和国（スロバキア国）成立により、スロバキア州（当時）内のČSD路線はスロバキア運輸公共事業省所管のスロバキア鉄道（Slovenské železnice,SŽ）に移管された。直後のハンガリー軍侵攻と第一次ウィーン裁定による南部スロバキアの割譲で国内南部の鉄道路線網が崩壊状態となる中、残存の各地から本鉄道線に接続する各線を通じた貨物輸送が激増したため、ほとんどが単線であった本鉄道線の輸送容量は切迫状態に陥った。スロバキア公共事業省はただちにブラチスラヴァ - レオポルドウ間の複線工事に着手し、1940年5月14日から1941年9月16日にかけて段階的に供用を開始。最高速度も60km/hから100km/hに引き上げられた。
第二次世界大戦後、ČSDに復帰した本鉄道線は、全区間が1945年10月22日に策定された電化計画第1期の対象となり、このうちホルニーリジェチュ - プーホウ - ジリナ間が1960年に直流3000Vで電化された。この間、1959年に国は新たに交流25000V/50Hzを導入することを決定し、レオポルドウ - トルナヴァ間（1984年）、ブラチスラバ - トルナヴァ間（1985年）、レオポルドウ - ヴェリュケーコストリャニ - ブルノウツェ間（1986年）、ブルノウツェ - プーホウ間（1988年）が順次交流電化された。また主に貨車の検修を行っていたトルナヴァ鉄道検修工機では、従来の二軸貨車に代わりボギー貨車が大勢を占めるようになったことを受け、1968年から1984年にかけて施設の更新拡充が進められた。

### 連邦制解消後
1993年のチェコスロバキア連邦制解消に伴い発足したスロバキア国鉄（ŽSR）は1994年、汎ヨーロッパマルチモーダル回廊プロジェクトに参加。ブラチスラヴァ - コシツェ間の回廊を構成する本鉄道線は、国家事業として最高速度の引き上げ（120km/h→140km/h）を含む重要整備路線として、大規模な近代化が進められた。

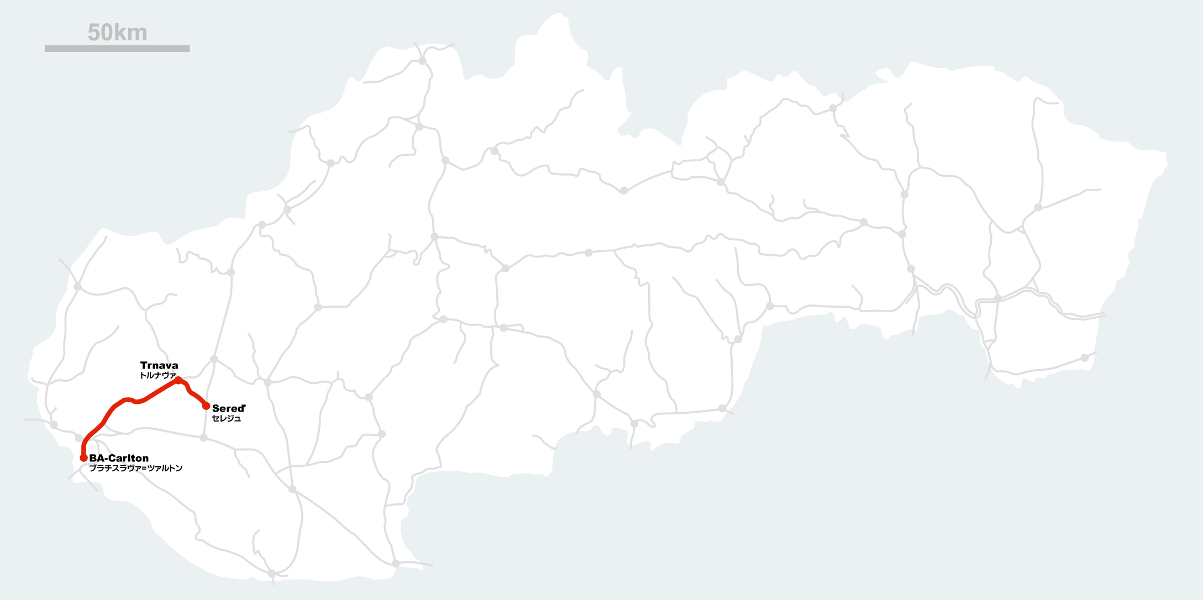
ブラチスラヴァ-セレジュ市街間馬車鉄道線の位置
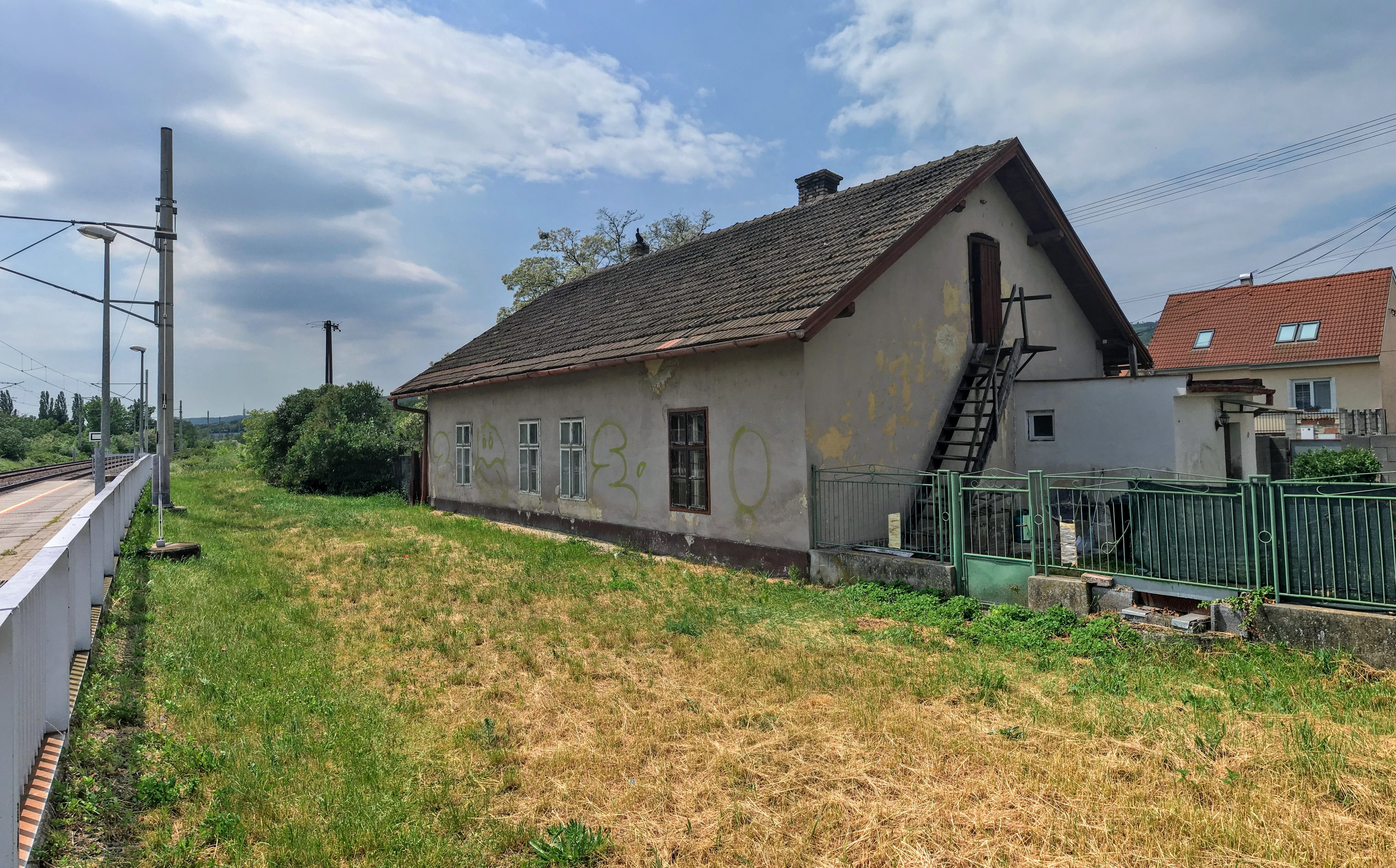
民家として現存する1840年開業時のスヴェティーユル馬車鉄道駅駅舎（スヴェティーユル停留場、2017年）